# روش کومبز
روش کومبز (به انگلیسی: Coombs' method) یا قاعدهٔ کومبز (به انگلیسی: Coombs rule) نوعی نظام انتخاباتی ترجیحی برای انتخاب یک تک‌برنده است که توسط کلاید کومبز، روان‌شناس آمریکایی، در ۱۹۶۴ ابداع شد. در این روش مشابه روش رأی بدیل، در صورت عدم کسب اکثریت مطلق آرا توسط یکی از نامزدان در دور اول شمارش آرا، ضعیف‌ترین نامزد حذف شده و آرای او، نزد دیگر نامزدان باقی‌مانده بازتوزیع می‌شود. این روند آنقدر ادامه پیدا می‌کند تا سرانجام یکی از نامزدان حائز اکثریت مطلق آرا شود. در روش رأی بدیل، ضعیف‌ترین نامزد کسی است که رتبه‌های اول کمتری کسب کرده ولی در روش کومبز کسی است که رتبه‌های آخر بیشتری کسب کرده‌است.
شباهت روش کومبز و رأی بدیل در میزان سادگی یا سختی رأی دادن است. اگر نحوهٔ رأی‌دهی به روش رأی بدیل برای کسی سخت است، رأی‌دهی به روش کومبز هم برای او سخت خواهد بود چون هر دو روش باید دقیقاً یک کار را انجام داد: ارائهٔ فهرستی از ترجیحات. شباهت دیگر این دو روش عدم امکان گزینش بازندهٔ کوندورسه است. تفاوت این دو روش در کارایی کندورسه و رأی‌دهی تاکتیکی است.
مزیت روش کومبز نسبت به روش رأی بدیل این است که کارایی کندورسهٔ آن بیشتر می‌باشد یعنی به احتمال بیشتری برندهٔ کوندورسه را بر می‌گزیند. در واقع تحت شرایط خاصی، روش کومبز همواره برندهٔ کندورسه را بر می‌گزیند. البته برخی ریاضی‌دانان مثلاً دانالد ساری دربارهٔ اینکه گزیدن برندهٔ کوندورسه یک مزیت هست یا نه، ابراز تردید کرده‌اند.
ضعف روش کومبز نسبت به روش رأی بدیل این است که رأی‌دهی تاکتیکی با آن ساده است. در روش کومبز برای ضرر رساندن به یک نامزد، کافی است او را در رتبهٔ آخر نشاند. اما رأی‌دهی تاکتیکی در روش رأی بدیل بسیار سخت و نیازمند مهارت فو‌ق‌العاده و ریسک‌پذیری بالاست. در روش رأی بدیل طرفداران نامزد A برای ضرر رساندن به نامزد B (نزدیک‌ترین رقیب)، باید طرفداران یک نامزد ثالث مثلاً C را متقاعد کنند که B را در رتبهٔ بالاتری قرار دهند (به زبان فنی، از نقض معیار یکنوایی این روش سوءاستفاده کنند). علاوه بر اینکه چنین تاکتیکی در تضاد با عقل سلیم است، نیازمند ریسک‌پذیری بالایی هم هست چون اتخاد این تاکتیک ممکن است جواب ندهد و از قضا پیروزی قاطعانه‌تری را نصیب نامزد B کند.
صورت تعمیم‌یافته‌ای از روش کومبز برای انتخابات چندبرنده نیز وجود دارد. همانطور که روش هیر (رأی بدیل) در حالت تعمیم‌یافته به تک‌رأی انتقال‌پذیر تبدیل می‌شود، می‌توان حالت تعمیم‌یافته‌ای از روش کومبز را هم فرمول‌بندی و ارائه کرد. مثال زیر حالت تعمیم‌یافتهٔ روش کومبز را توضیح می‌دهد.
قرار است از بین ۴ نامزد A و B و C و D دو نفر انتخاب شوند. ۱۲۶ رأی‌دهنده حاضرند که مطابق جدول زیر رأی داده‌اند:
| ۱۸      | ۳۷      | ۳۵      | ۳۶      |
| D A C B | C D A B | B C D A | A B C D |

سهمیه دروپ برابر ۴۲ است. هیچ نامزدی به این مقدار نرسیده است، لذا یک نفر در این مرحله باید حذف شود. ۵۵ بار B در رتبهٔ آخر قرار گرفته لذا حذف می‌شود. جدول رأی جدید به شکل زیر در می‌آید.
| ۱۸    | ۳۷    | ۳۵    | ۳۶    |
| D A C | C D A | C D A | A C D |

| ۱۸    | ۷۲    | ۳۶    |
| D A C | C D A | A C D |

C از سهمیه عبور کرده و برنده اعلام می‌شود. ۳۰ رأی او سرریز است.
| ۱۸  | ۳۰  | ۳۶  |
| D A | D A | A D |

| ۴۸  | ۳۶  |
| D A | A D |

D از سهمیه عبور کرده و برندهٔ دوم لقب می‌گیرد. اگر از صورت تعمیم‌یافته روش هیر (تک‌رأی انتقال‌پذیر) استفاده می‌شد، A و B برنده می‌شدند.